# Rosara Joseph
Pour les articles homonymes, voir Joseph.
Rosara Joseph, née le 21 décembre 1982 à Christchurch est une vététiste professionnelle néo-zélandaise, spécialiste du cross-country.

## Palmarès VTT[1]

### Jeux olympiques
- Pékin 2008
  - 9e du cross-country

### Coupe du monde
- 2008
  - 2e de Canberra - cross-country

### Jeux du Commonwealth
- 2006
  -  Médaillée d'argent du cross-country aux Jeux du Commonwealth

### Championnats d'Océanie
- 2005
  -  Championne d'Océanie de cross-country
- 2006
  -  Championne d'Océanie de cross-country
- 2007
  -  Championne d'Océanie de cross-country
- 2011
  -  Championne d'Océanie de cross-country
- 2012
  - 2e du championnat d'Océanie de Cross-country

### Championnats de Nouvelle-Zélande
- 2005
  -  Championne de Nouvelle-Zélande de cross-country
- 2006
  -  Championne de Nouvelle-Zélande de cross-country
- 2011
  -  Championne de Nouvelle-Zélande de cross-country
- 2012
  - 2e du championnat de Nouvelle-Zélande de cross-country

## Palmarès sur route
- 2008
  - 2e du championnat de Nouvelle-Zélande sur route